# جوفان فيدوفيتش
جوفان فيدوفيتش (بالسلوفينية: Jovan Vidović)‏ هو لاعب كرة قدم سلوفيني في مركز الدفاع، ولد في 6 يناير 1989 في ليوبليانا في سلوفينيا. شارك مع منتخب سلوفينيا تحت 21 سنة لكرة القدم. أما مع النوادي، فقد لعب مع فيهين فيسبادن ونادي دومجاله ونادي ماريبور وهانزا روستوك.

## وصلات خارجية
- جوفان فيدوفيتش على موقع قاعدة بيانات كرة القدم.إي يو (الإنجليزية)
- جوفان فيدوفيتش على موقع Soccerway.com (الإنجليزية)
- جوفان فيدوفيتش على موقع عالم كرة القدم.نت (الإنجليزية)
- جوفان فيدوفيتش على موقع AS.com (الإسبانية)